# Richard Lintner
Richard Lintner, född 15 november 1977 i Trenčín i Tjeckoslovakien (nuvarande Slovakien), är en slovakisk före detta ishockeyspelare. Lintner, som var back, spelade även för fem  elitserieklubbar: Modo, Djurgården, Skellefteå, Färjestads BK samt Rögle BK. Därutöver representerade Lintner tre NHL-lag, var verksam i den schweiziska högstaligan, spelade i Dynamo Minsk och spelade sex VM-turneringar och ett OS för Slovakiens herrlandslag i ishockey. Han avslutade sin aktiva karriär efter säsongen 2014/2015.

## Klubbar
| Säsong    | Klubb                          | Land      | Liga       |
| --------- | ------------------------------ | --------- | ---------- |
| 1995/96   | Dukla Trenčín                  | Slovakien | Extraliga  |
| 1996/97   | HK Spišská Nová Ves            | Slovakien | Extraliga  |
| 1997/98   | Springfield Falcons            | USA       | AHL        |
| 1998/99   | Springfield Falcons            | USA       | AHL        |
|           | Millwaukee Admirals            | USA       | IHL        |
| 1999/2000 | Nashville Predators            | USA       | NHL        |
|           | Millwaukee Admirals            | USA       | IHL        |
| 2001/02   | Nashville Predators            | USA       | NHL        |
| 2001/02   | Dukla Trenčín                  | Slovakien | Extraliga  |
|           | MODO Hockey                    | Sverige   | Elitserien |
| 2002/03   | New York Rangers               | USA       | NHL        |
|           | Hartford Wolf Pack             | USA       | AHL        |
|           | Pittsburgh Penguins            | USA       | NHL        |
|           | Wilkes-Barre/Scranton Penguins | USA       | AHL        |
| 2003/04   | Djurgårdens IF                 | Sverige   | Elitserien |
| 2004/05   | HC Fribourg-Gottéron           | Schweiz   | NLA        |
| 2005/06   | HC Fribourg-Gottéron           | Schweiz   | NLA        |
| 2006/07   | Skellefteå AIK                 | Sverige   | Elitserien |
| 2007/08   | Dukla Trenčín                  | Slovakien | Extraliga  |
|           | Färjestads BK                  | Sverige   | Elitserien |